# Gens Popea
La gens Popea (en llatí Poppaea gens) és una gens els membres més notables de la qual van estar actius durant el període imperial. Per les inscripcions i pel cognomen que van portar tots els membres coneguts, Sabinus, la família sembla haver estat originària de la Campània. El cognomen suggereix que es declaraven descendents dels sabins.
- Gai Poppeu Sabí Gaius Poppaeus Sabinus, avi de Popea Sabina, segona esposa de l'emperador Neró.
- Popea Sabina Major Poppaea Sabina Maior, mare de Popea Sabina Menor, segona esposa de l'emperador Neró.